# متحف إيزابيلا ستيوارت غاردنر
متحف إيزابيلا ستيوارت غاردنر هو متحف للفنون يقع في بوسطن في ولاية ماساتشوستس. يضم مجموعة كبيرة من الأعمال الفنية من أوروبا وآسيا والولايات المتحدة. تشمل مجموعته لوحات ومنحوتات ومفروشات وزخرفيات. تأسس المتحف على يد إيزابيلا ستيوارت غاردنر، التي أوصت أن تُعرض مجموعتها الفنية دائمًا في سبيل «تعليم الجمهور وتمتعه بها إلى الأبد».

## سرقة متحف ايزابيلا ستيوارت غارنر
في وقت مبكر من صباح يوم ١٨ مارس ١٩٩٠ ، سرق لصان متنكرين بزي ضباط شرطة المتحف ثم تم سرقة ثلاثة عشر عملًا تبلغ قيمتها حوالي ٥٠٠ مليون دولار، . من بين الأعمال كانت الحفلة الموسيقية ( منذحوالي 1664) ، وهي واحدة من 34 لوحة فقط عرفها يوهانس فيرمير ويعتقد أنها اللوحة الأكثر قيمة غير المستردة بأكثر من 200 مليون دولار.مفقود أيضًا هو العاصفة على بحيرة طبريا (1633) ، المنظر البحري الوحيد المعروف لرامبرانت .
لم يتم استرداد الأعمال. عرض المتحف في البداية مكافأة قدرها 5 ملايين دولار مقابل معلومات تؤدي إلى استعادة الفن ، تضاعفت في مايو ٢٠١٧ إلى ١٠ ملايين دولار. يتم وضع إطارات فارغة معلقة في معرض الغرفة الهولندية كعناصر نائبة للأعمال المفقودة. حير اختيار الأعمال المسروقة الخبراء ، حيث توجد أعمال فنية أكثر قيمة في المتحف. وفقًا لمكتب التحقيقات الفيدرالي ، تم نقل العمل الفني المسروق عبر المنطقة وعرضه للبيع في فيلادلفيا خلال أوائل القرن الحادي والعشرين. ويعتقد هؤلاء اللصوص أعضاء في منظمة إجرامية مقرها في منتصف المحيط الأطلسي و نيو انغلاند .
انتهى قانون التقادم على السرقة ولكن يمكن توجيه تهم جنائية إذا تبين أن الفرد يمتلك ممتلكات مسروقه
أعظم سرقة لوحات معروفة في التاريخ

## الأعمال المسروقه

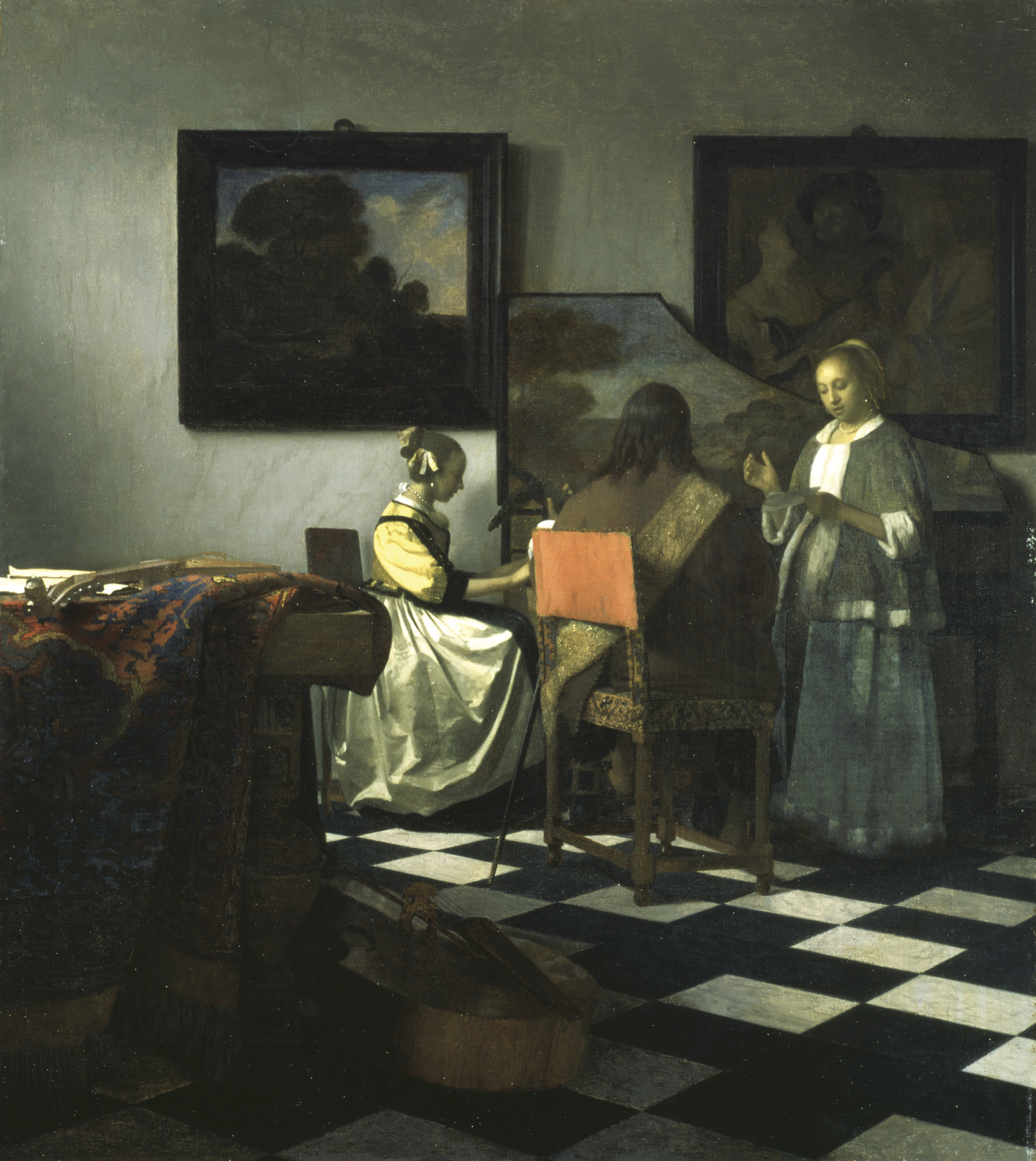
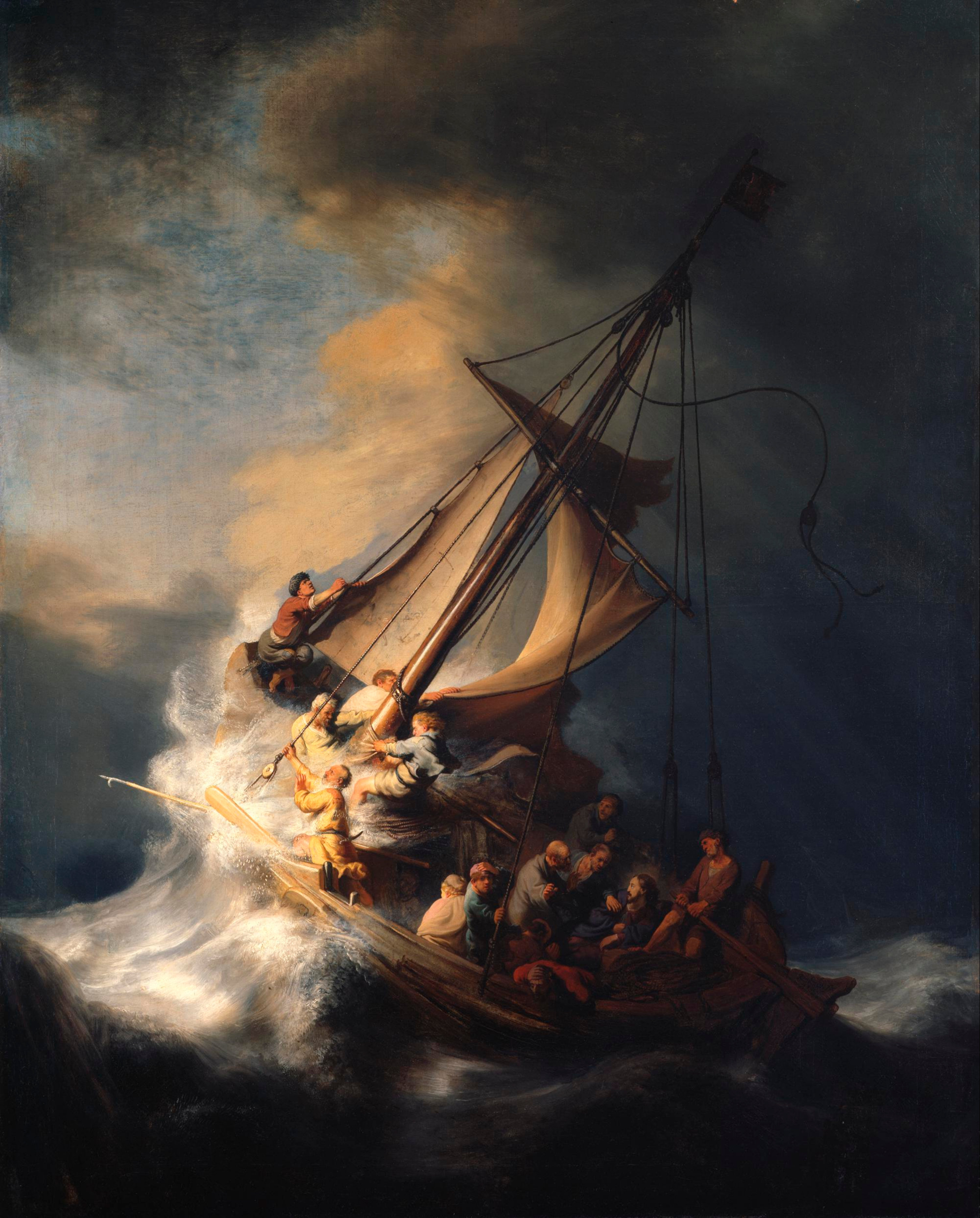
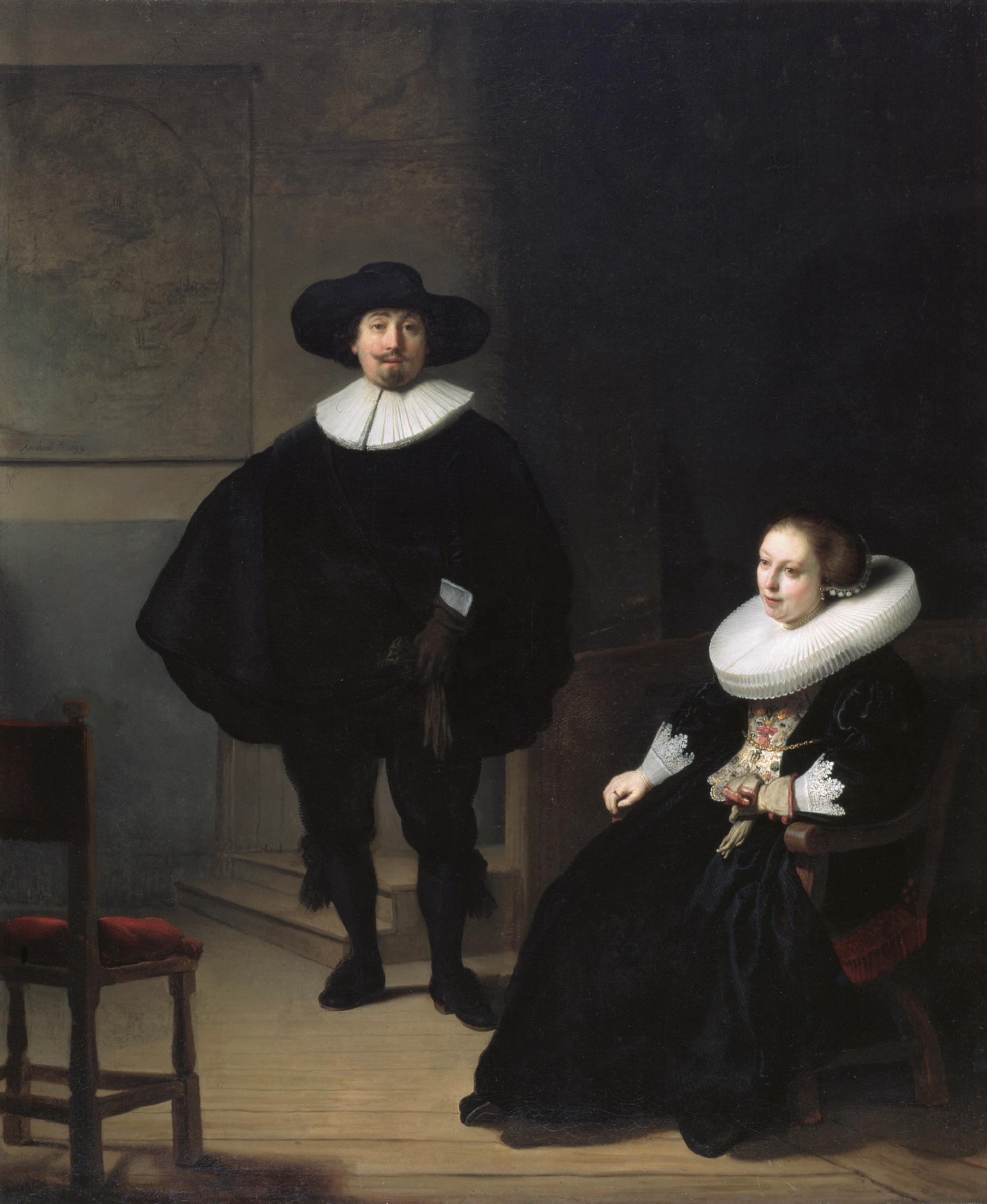
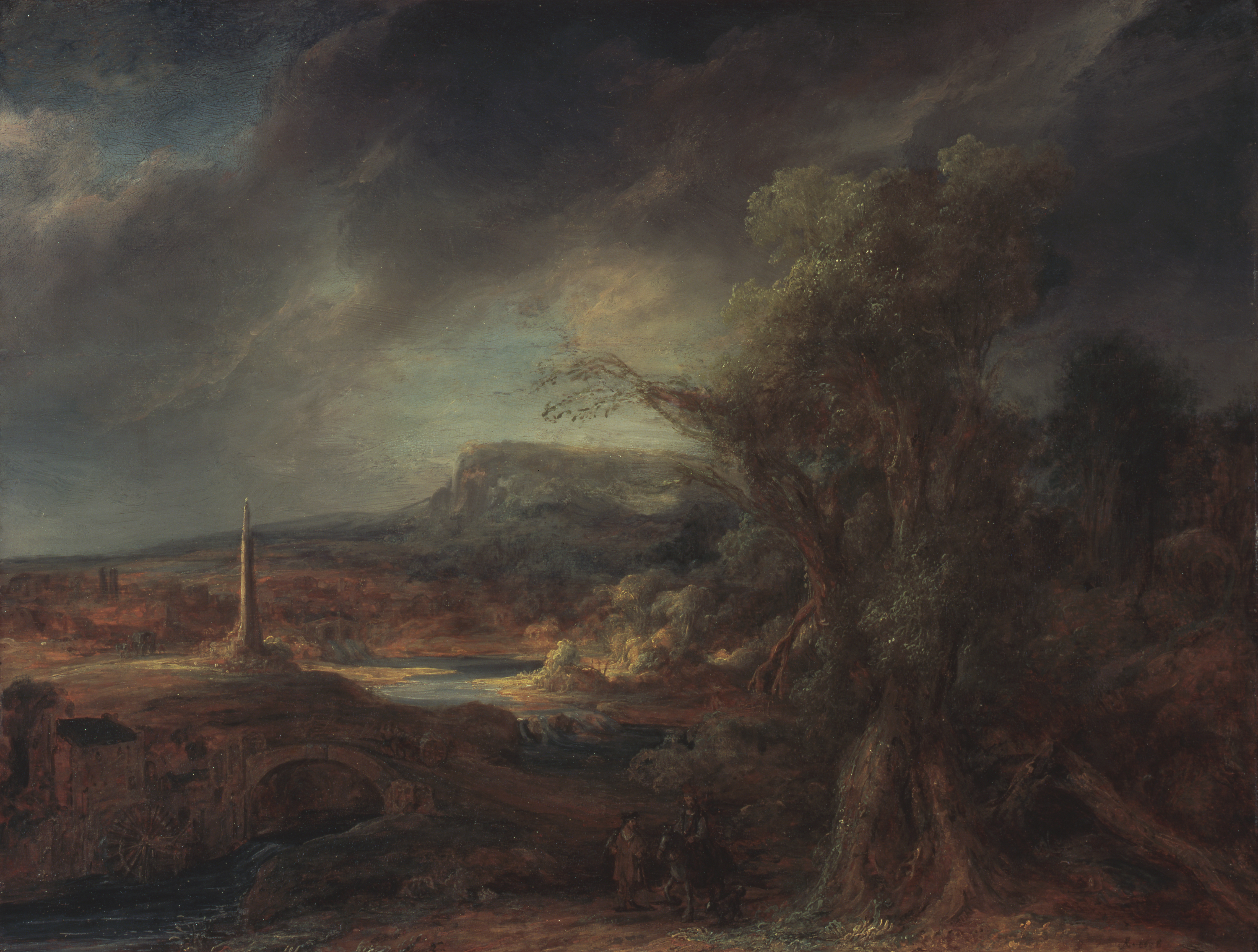
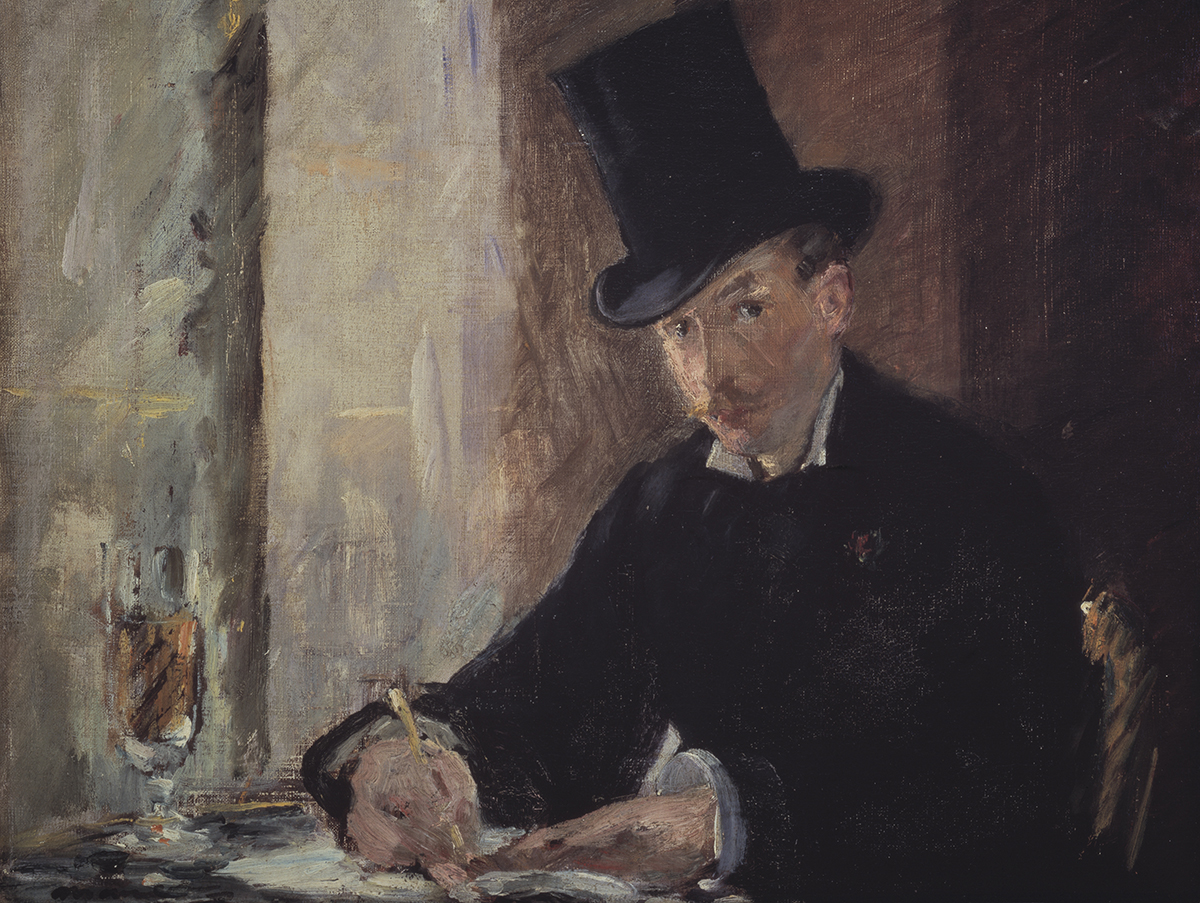
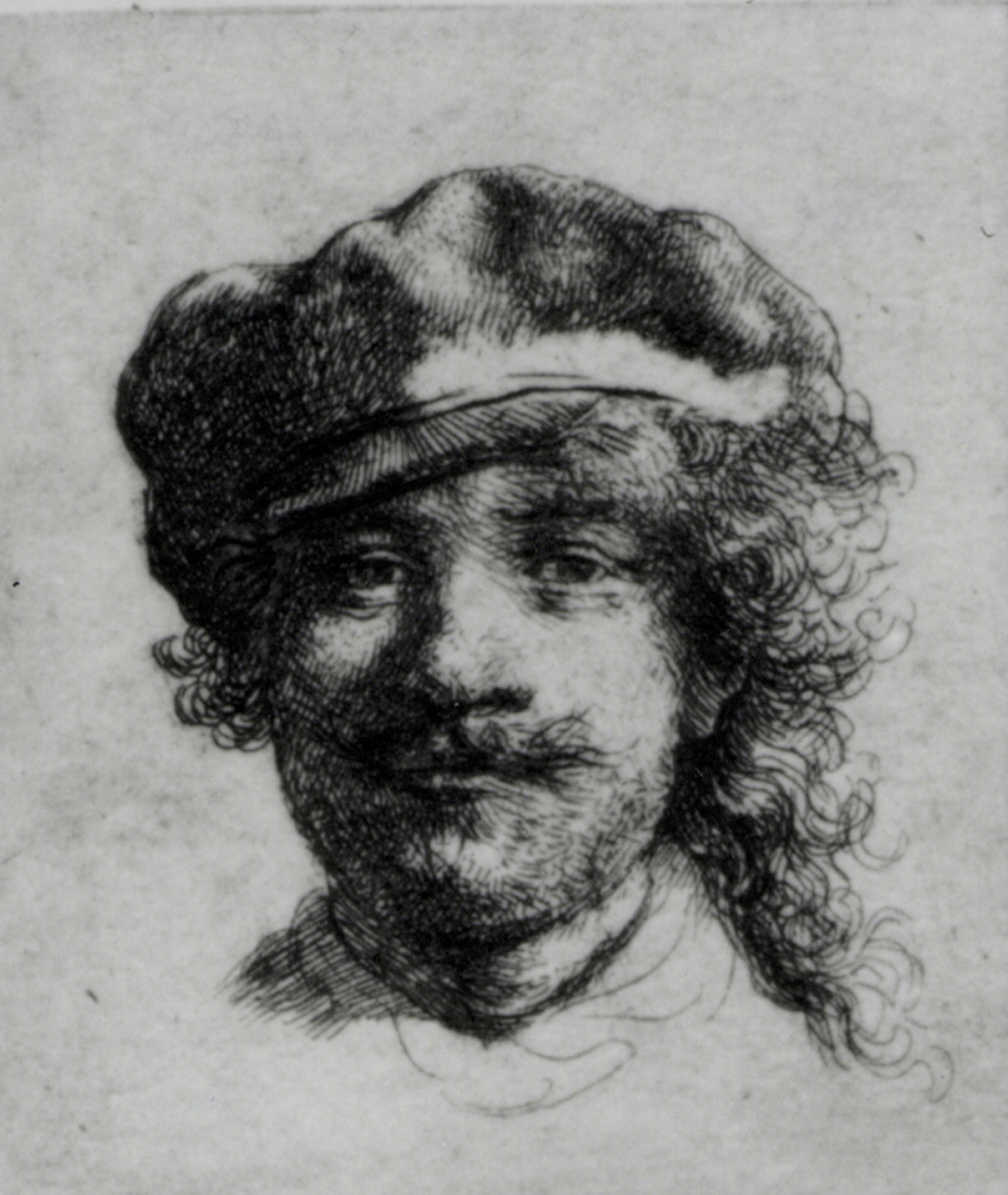
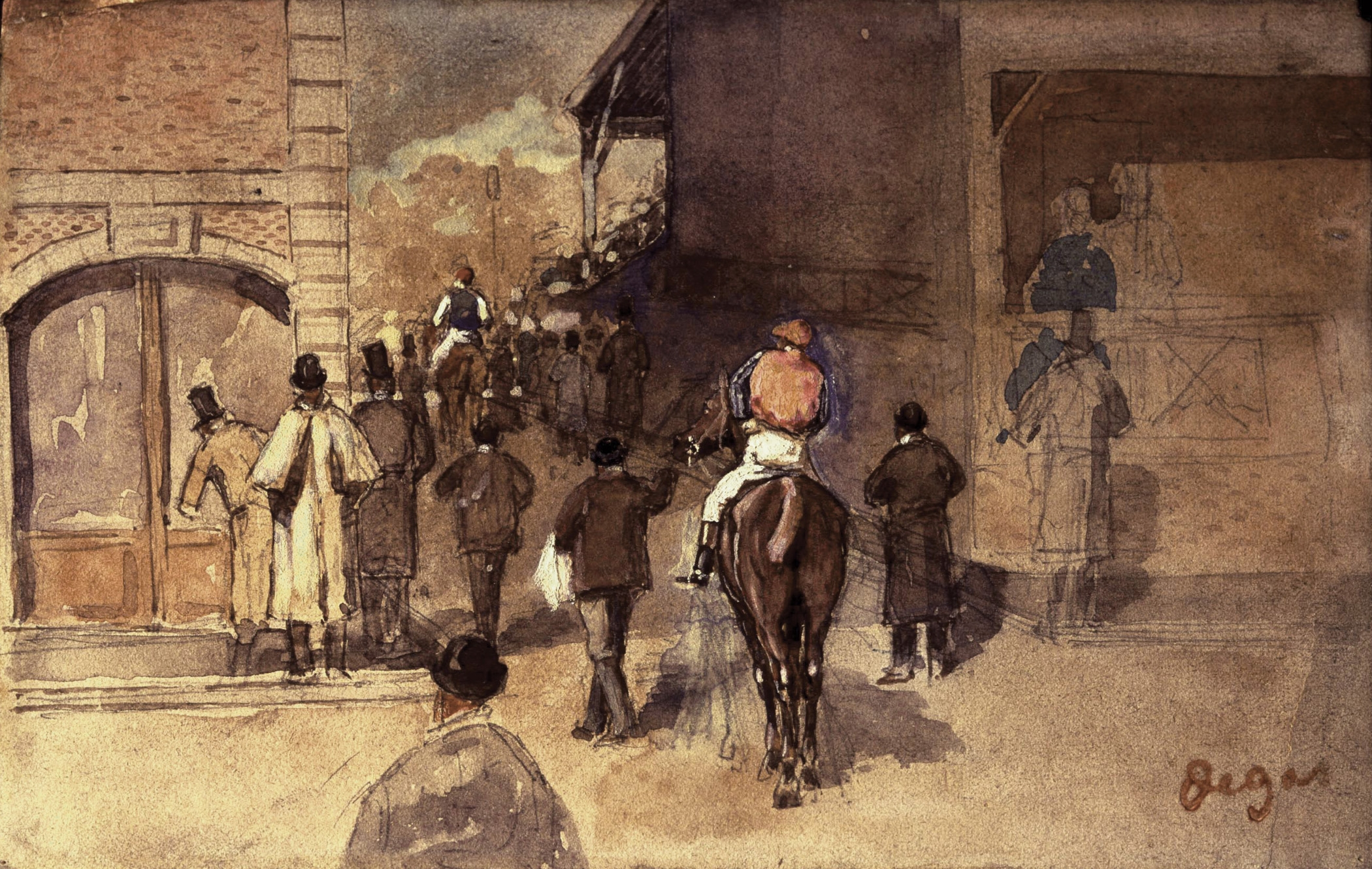
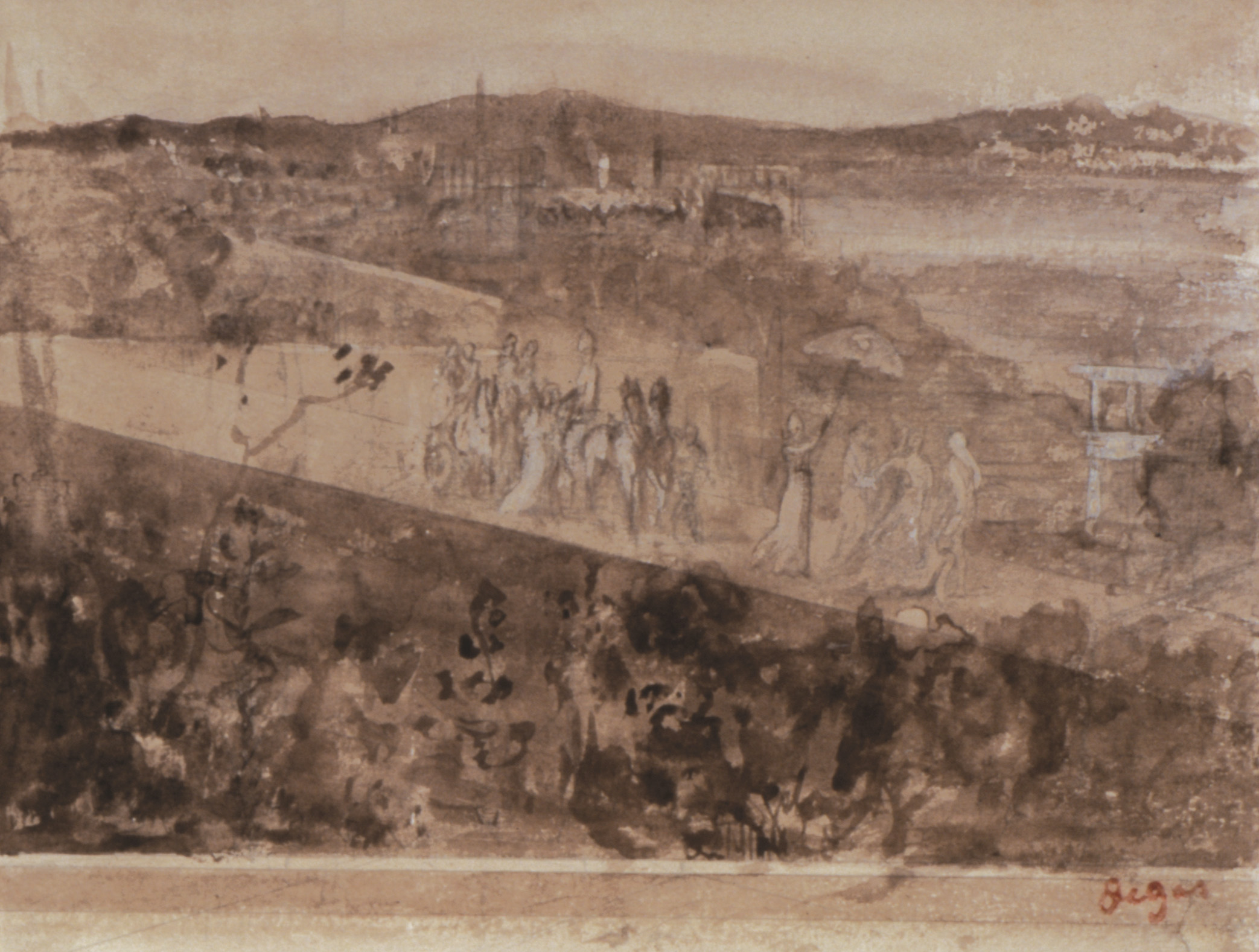
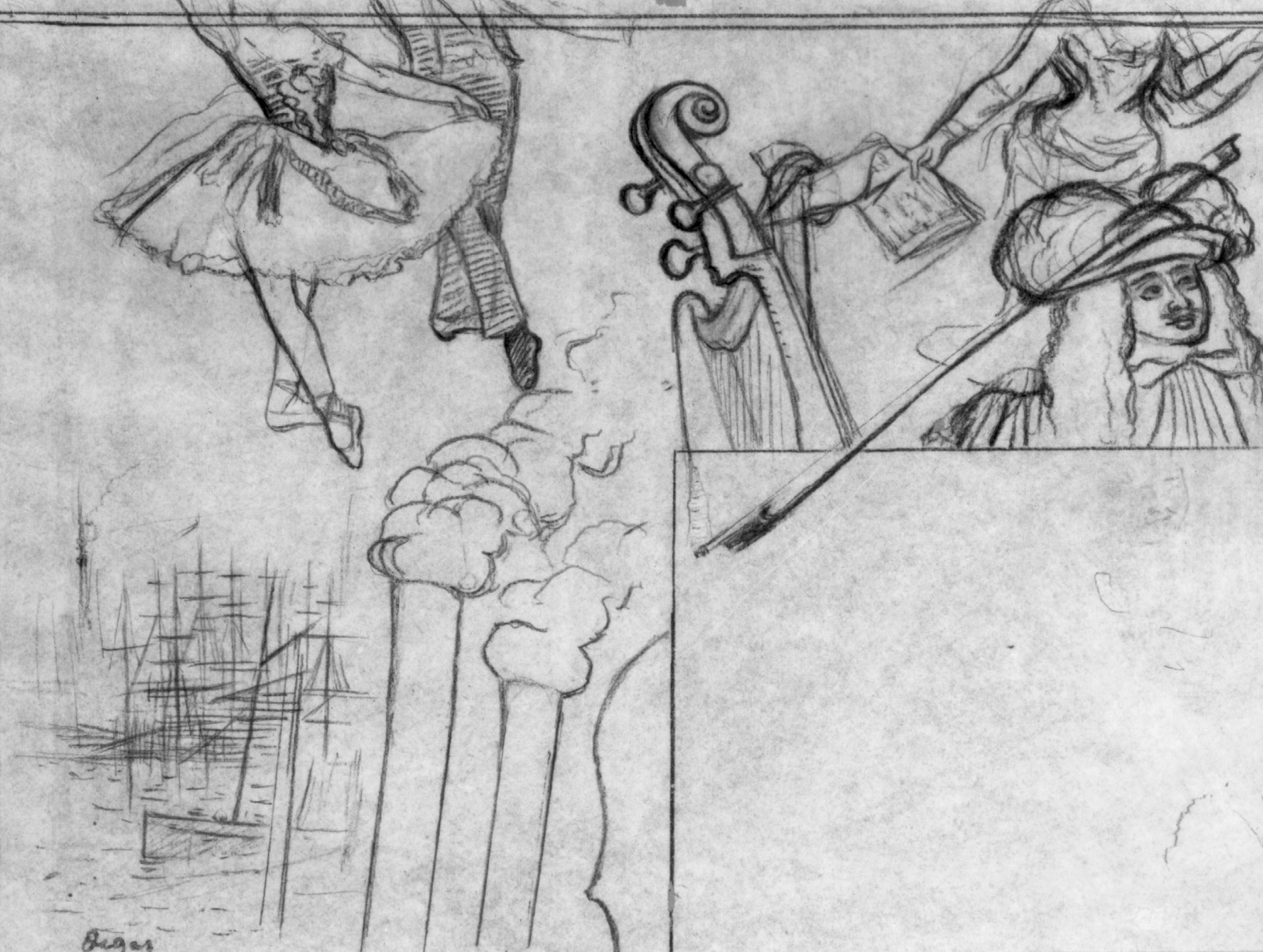
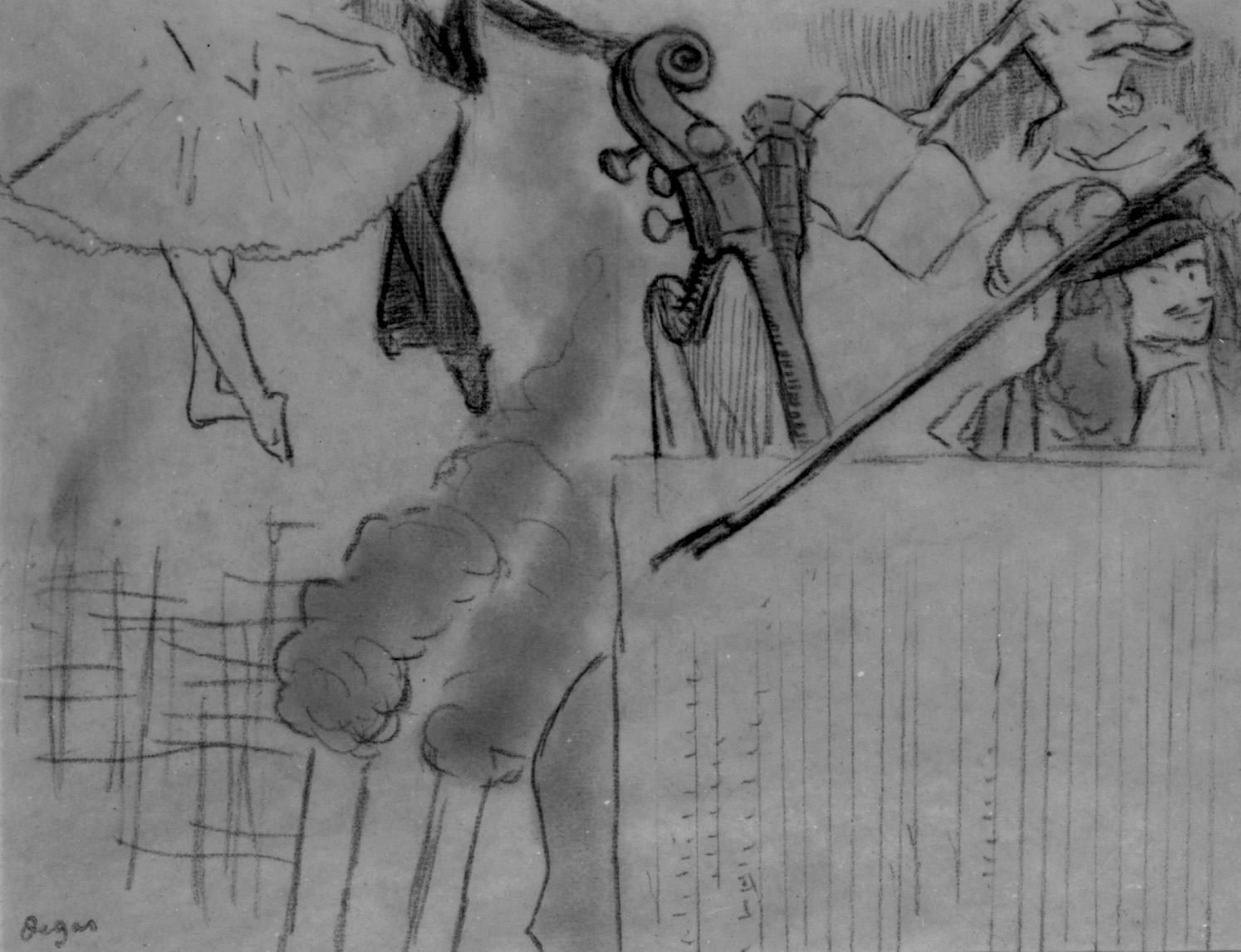
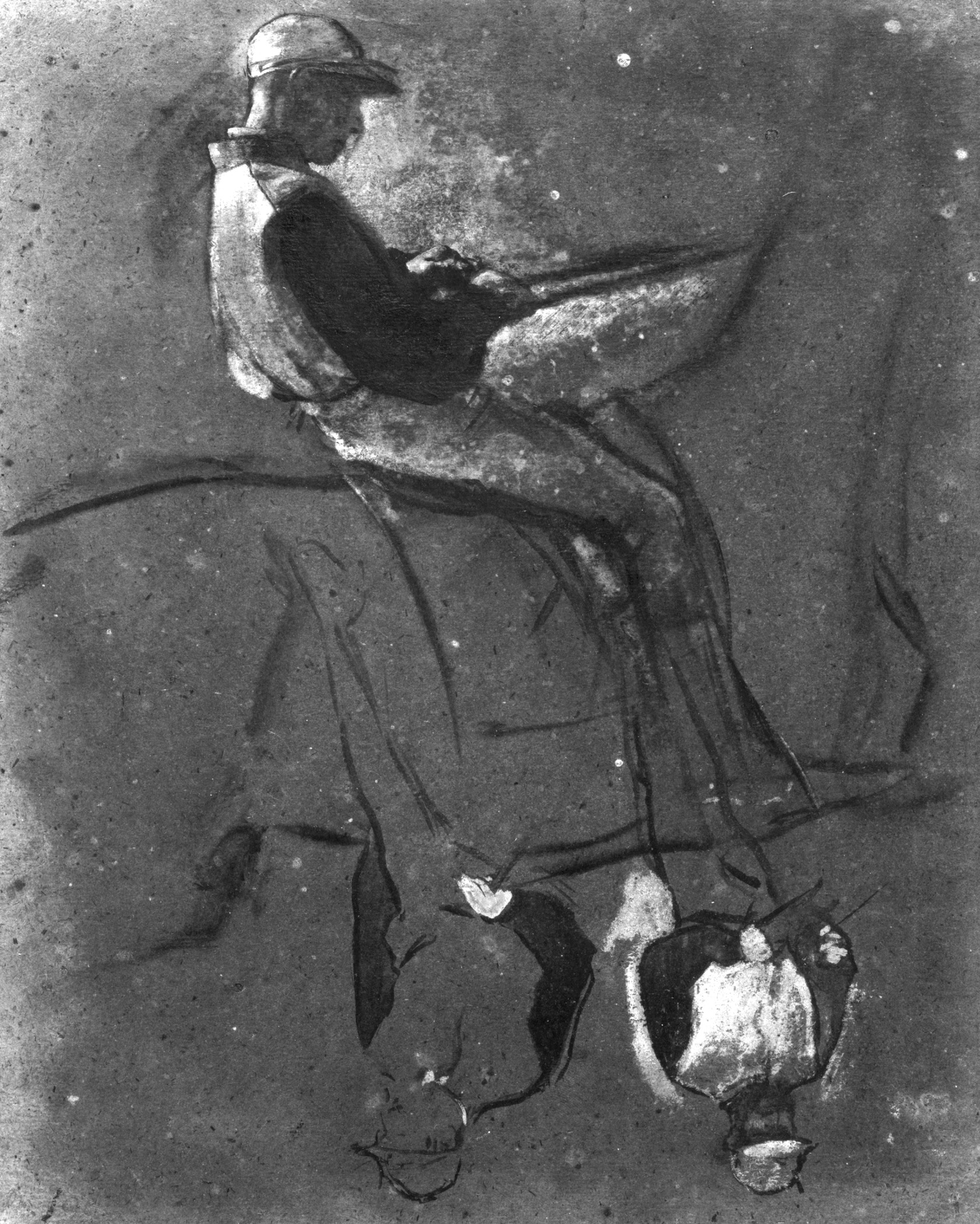